# Mount Whiteaves
Mount Whiteaves är ett berg i Kanada.   Det ligger i provinsen Alberta, i den centrala delen av landet, 3 100 km väster om huvudstaden Ottawa. Toppen på Mount Whiteaves är 3 145 meter över havet, eller 277 meter över den omgivande terrängen. Bredden vid basen är 4,2 km.
Terrängen runt Mount Whiteaves är huvudsakligen bergig.Trakten runt Mount Whiteaves är nära nog obefolkad, med mindre än två invånare per kvadratkilometer.. Det finns inga samhällen i närheten. 
Trakten runt Mount Whiteaves består i huvudsak av gräsmarker.